# إكسبيفيروماب
إكسبيفيروماب هو جسم مضاد وحيد النسيلة بشري طوّر لستخدم في علاج التهاب الكبد ب.